# Fallosoma
Fallosoma (łac. phallosoma) – termin odnoszący się do narządów genitalnych owadów.

## Muchówki
U muchówek z rodziny komarowatych fallosoma to zespół struktur otaczających otworek płciowy (gonoporus) pomiędzy stożkiem analnym (proctiger), gonokoksytem, a dziewiątym sternum odwłoka samców.

## Pchły
U pcheł termin ten odnosi się do wewnętrznego narządu kopulacyjnego, którego struktura jest bardzo złożona. Fallosoma położona jest w błoniastym zagłębieniu pomiędzy dziewiątym sternitem odwłokowym a segmentem analnym. Obejmuje ona edeagus (aedeagus), apodemę edeagusa oraz endofallus (endophallus). 
Końcową część fallosomy stanowi edeagus, oddzielony od apodemy i endofallusa błoniastą ścianką. W jego wierzchołkowej części znajduje się komora końcowa o brzegach podzielonych zwykle na płaty: płat grzbietowy (lobus dorsalis), parzyste płaty boczne (lobi laterales) oraz płat brzuszny (lobus ventrales). Ten ostatni utożsamiany bywa z paramerami lub fallitami. Na tych płatach wykształcać się mogą parzyste skleryty: skleryty apikalne, skleryty subapikalne, haczyk edeagusa (hamulus), a u Pulicidae jeszcze subhamulus.
Apodema edeagusa jest z nim ściśle zespolona, złożona jest z 2 połączonych na grzbietowej stronie płytek bocznych (laminae laterales) i zwisającej między nimi płytki środkowej (lamina media), a w poprzecznym przekroju ma kształt litery U. Na zespoleniu z edeagusem przewęża się w szyjkę (collum). 
Endofallus to błoniasty woreczek położony pod apodemą i połączony edeagusem. Na jego końcowej ściance znajdują się ścięgna ścienne: virga dorsalis i virga ventralis, a pod nim leży długie ścięgno brzuszne (hypotendon). Wewnątrz endofallusa znajduje się prącie (penis), przez którego środek biegnie przewód wytryskowy zakończony otworkiem płciowym. Do prącia przylegają od dołu lub z boków 2 długie i zwisające ścięgna wewnętrzne (endotendon). Końcowy rejon endofallusa przechodzi bezpośrednio w, uchodzący na szczycie edeagusa, przewód wewnętrzny (tubus interior).